# Netherne-on-the-Hill
Netherne-on-the-Hill est une localité anglaise du Surrey située au sud du centre de Londres.